# امپکس
امپکس (انگلیسی: Ampex) شرکت الکترونیک آمریکایی است، که در سال ۱۹۴۴ تأسیس شد.